# Dicranomyia uma
Dicranomyia uma är en tvåvingeart som först beskrevs av Alexander 1967.  Dicranomyia uma ingår i släktet Dicranomyia och familjen småharkrankar. Inga underarter finns listade i Catalogue of Life.